# Vranov u Mnichova

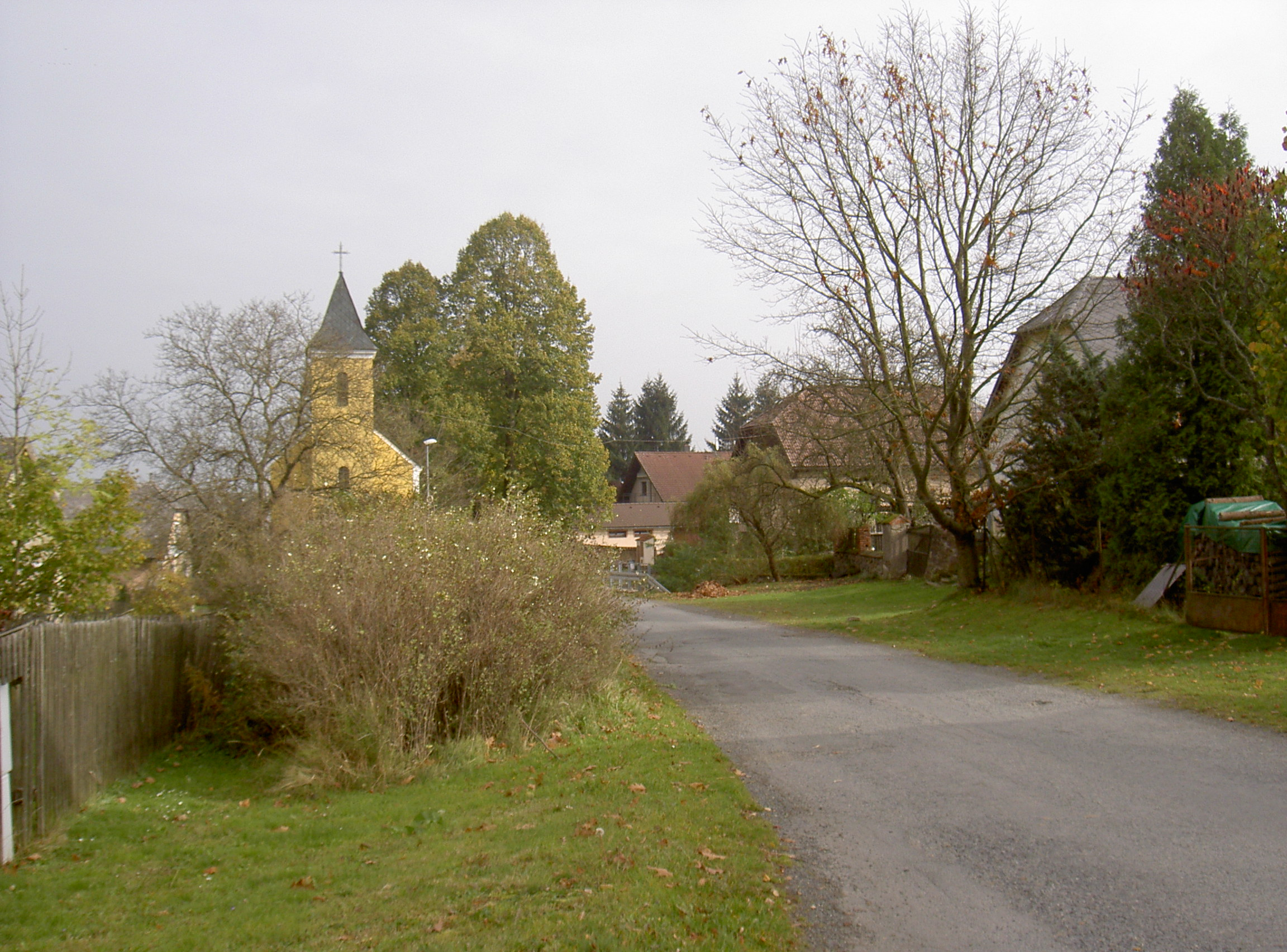
Vranov (Mnichov)

Vranov (deutsch Frohnau) ist ein westböhmisches Dorf und Ortsteil der Gemeinde Mnichov im Okres Domažlice in Tschechien.

## Geografie
Vranov liegt am Nordosthang des 877 Meter hohen Starý Herštejn etwa 3 Kilometer südwestlich von Mnichov.
Außer der Straße in Richtung Nordosten nach Mnichov gibt es eine Straße am Osthang des Český les entlang Richtung Südosten nach Klenčí pod Čerchovem
und eine Straße Richtung Südwesten, die in engen, steilen Kehren zum Vranovské Sedlo (deutsch: Frohnauer Pass) hinauf führt und hinter dem Pass steil in das Tal von Nemanice nach Höll in Bayern hinunter.
Diese Straße ist nur vom späten Frühling bis Herbst befahrbar. Sobald die ersten Fröste einsetzten, bildet sich durch das überall von den Hängen der umliegenden Berge herabfließende Wasser eine dicke, spiegelglatte Eisfläche, die bis spät in den Frühling hinein nicht auftaut und das Fahren auf der Straße unmöglich und lebensgefährlich macht.

## Geschichte
Vranov wurde 1130 vom Mönch Georgi Frohnhauser aus dem Kloster Pivoň gegründet, daher der deutsche Name Frohnau. Nach anderer Meinung bezeichnet Vranov das Dorf eines Vran. Diese Deutung geht davon aus, dass Vranov bereits als tschechische Siedlung bestand und später, als dort Deutsche einwanderten, der Name lautmalerisch über Fronao oder Franowa zu Frohnau wurde.
An anderer Stelle wird das Gründungsjahr, bzw. die erste schriftliche Erwähnung von Frohnau (Vranov) mit 1430 angegeben.
Vranov wurde nach Pivoň eingepfarrt und eingeschult. In der Steuerrolle von 1656, also acht Jahre nach Ende des Dreißigjährigen Krieges, werden für Frohnau aufgezählt: 5 Bauern, ein Gärtner, zwei Abgebrannte und an Vieh: 12 Gespanne, 10 Kühe, 19 Stück Jungvieh, 6 Schafe und 17 Schweine. 1789 waren im Dorf 16 Häuser, 1839 17 Häuser und 146 Einwohner.
1913 gab es in Vranov 30 Häuser, 208 Einwohner, eine Brettsäge, einen Kaufladen, einen Weber, zwei Gastwirtschaften und einen Tabakladen.
Nach dem Münchner Abkommen wurde Frohnau dem Deutschen Reich zugeschlagen und gehörte bis 1945 zum Landkreis Bischofteinitz.